# Prostitución en México

Prostitución en Norteamérica. En gris denota México, país en el que está legalizada por Ley Federal, pero los estados promulgan sus propias leyes locales sobre esta materia.

La prostitución en México es legal bajo la Ley Federal. Cada uno de los 31 estados promulga sus propias leyes y políticas en materia de prostitución. Trece de los estados de México permiten y regulan la prostitución. La prostitución de menores de 18 años es ilegal. Algunas ciudades mexicanas han promulgado «zonas de tolerancia» que permiten la prostitución regulada y funcionan como barrios rojos. En Tuxtla Gutiérrez, capital del estado de Chiapas, hay un burdel estatal en la Zona Galáctica. En la mayor parte del país, el proxenetismo es ilegal, aunque todavía se dan relaciones entre proxenetas y trabajadores, a veces con proxenetas mujeres llamadas «madrotas». El gobierno proporciona refugio a las exprostitutas.
ONUSIDA estimó el número de prostitutas en el país en 236 930 en 2016.

## Historia

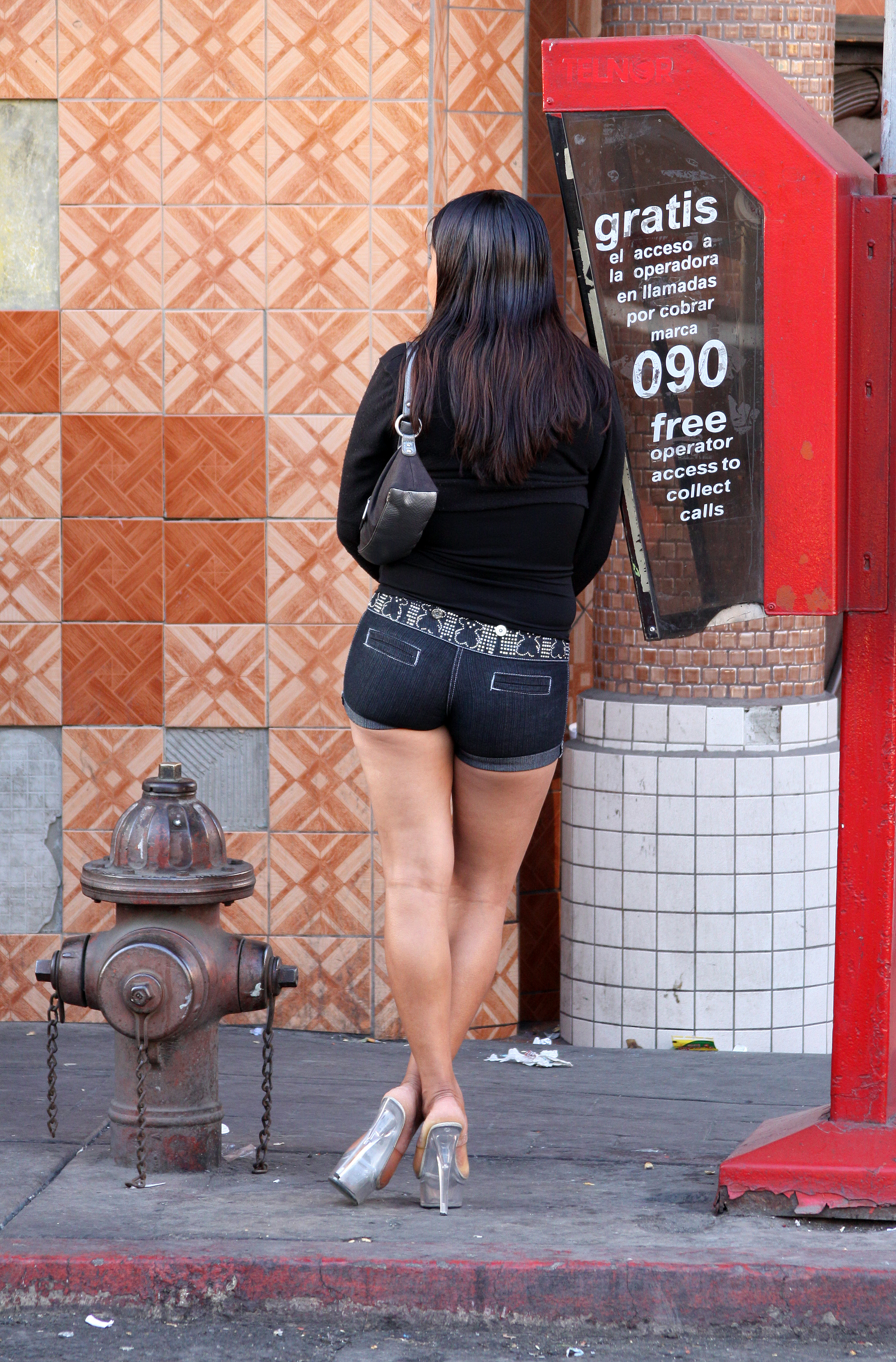
Imagen de una prostituta en las calles de Zona Norte, barrio rojo de la ciudad de Tijuana.

Se sabe que hubo prostitución durante el Imperio azteca, aunque se desconocen los detalles, ya que gran parte de la historia azteca fue relatada posteriormente por los católicos romanos de forma peyorativa, basándose en los estrictos valores y leyes europeos.
Tras la conquista española y el establecimiento del Virreinato de Nueva España, los colonos españoles crearon una demanda de prostitución. A lo largo de los siglos XVI y XVII se toleró la prostitución siempre que se mantuviera fuera de la vista. Aunque Felipe IV la prohibió, en general no se aplicó.
La prostitución se reguló por primera vez en México durante la ocupación francesa en la década de 1860. Estas regulaciones, que consistían en registrarse como prostituta y en someterse a revisiones médicas periódicas, se implementaron para proteger a los soldados europeos de contraer enfermedades de transmisión sexual, ya que éstas, en particular la sífilis y la gonorrea, se propagaban rápidamente. Mientras estuvieron en el poder, los franceses influyeron en la percepción del trabajo sexual de diversas maneras, ya que clasificaron a las mujeres en función de su visión de la belleza y clasificaron los lugares donde se ejercía el trabajo sexual en función de la ubicación y los servicios disponibles. Aunque los franceses impusieron la supervisión de las prostitutas como forma de protegerse de las infecciones, normas similares se mantuvieron cuando México recuperó el control del país.
Durante el régimen autoritario de Porfirio Díaz, a finales del siglo XIX, se impusieron a las prostitutas regulaciones en forma de cuotas mensuales, exámenes médicos y documentación fotográfica. Las prácticas reguladoras fueron más severas en vísperas del colapso económico de la minería de exportación mexicana, y se encontraron con la reacción de grupos de defensa de los derechos de la mujer en Oaxaca, Yucatán y Veracruz. Según un estudio de 1908, las preocupaciones económicas eran la principal razón para dedicarse al comercio sexual en el Porfiriato, época en la que entre el 15 % y el 30 % de la población femenina joven de la Ciudad de México trabajaba en el comercio sexual.
Durante la Revolución mexicana, los suministros a las ciudades se vieron gravemente interrumpidos, y muchas mujeres se prostituyeron para obtener alimentos en el periodo 1913-1915. En el periodo de reconstrucción y consolidación de la posguerra, durante las décadas de 1920 y 1930, muchas mujeres empobrecidas de las ciudades recurrieron a la prostitución. Las reformas políticas y sociales revolucionarias de Lázaro Cárdenas llevaron al fin de la regulación de la prostitución en 1940.
A pesar de las presiones morales de Estados Unidos y de los cambios en curso en la prostitución tras la Primera Guerra Mundial, la ubicación de El Paso sirvió de lugar idóneo para que prosperara la prostitución. Su proximidad a la frontera con Estados Unidos permitió el acceso rápido y fácil de los estadounidenses tras la abolición de la prostitución. El acceso a México a través del ferrocarril desde Estados Unidos y el éxito económico de la prostitución dieron paso a una oleada de mujeres mexicanas que participaban en este tipo de trabajo. A medida que aumentaba la prostitución, también lo hacían las regulaciones.
En ciudades fronterizas translocales como Mexicali, en Baja California, los burdeles locales y los teatros de vodevil se convirtieron en la década de 1930 en espacios en los que se entremezclaban turistas estadounidenses, trabajadores asiáticos y trabajadoras sexuales mexicano-estadounidenses. Además, los turistas sexuales estadounidenses que viajaban específicamente para practicar sexo no eran la única base de clientes para las trabajadoras sexuales. Una gran parte de los clientes cerca de la frontera eran trabajadores agrícolas. Algunas mujeres vivían en casas móviles y se desplazaban por los campos para atender a los trabajadores. A mediados de la década de 2000, los hombres estadounidenses constituían un importante sector de la clientela de las trabajadoras del sexo en las ciudades fronterizas, concretamente en Ciudad Juárez y Tijuana: más de dos tercios de las trabajadoras del sexo de estas dos ciudades habían tenido al menos un cliente estadounidense en los dos meses anteriores.
Sin embargo, las relaciones de las trabajadoras del sexo no sólo ocurrían y terminaban en los burdeles mexicanos. A muchas mujeres que los turistas estadounidenses consideraban lo bastante jóvenes y atractivas se les daba la oportunidad de regresar con los hombres a Estados Unidos y permanecer unos años al otro lado de las fronteras estatales. Cuando pasaban unos años y los turistas sexuales perdían el interés, la trabajadora sexual regresaba a su antiguo lugar de trabajo porque su juventud se había desvanecido y «ya no era necesaria en el norte».
Se ha argumentado que las reformas neoliberales instituidas en la década de 1990 bajo el gobierno de Carlos Salinas de Gortari, incluida la firma del Tratado de Libre Comercio de América del Norte (TLCAN) en 1994, incubaron condiciones económicas adversas que provocaron la migración de mujeres indígenas del sur de México a localidades fronterizas del norte para encontrar trabajo en el comercio sexual o en las maquiladoras. La violencia contra las trabajadoras sexuales en Ciudad Juárez se ha relacionado con atrocidades similares cometidas contra los trabajadores de las maquiladoras.

## Percepción de las trabajadoras sexuales
Gran parte de la lucha de los profesionales del sexo tiene que ver con la percepción que tienen de sí mismos. Una tendencia común entre todo tipo de trabajadores sexuales, hombres y mujeres por igual, es que a menudo sufren con sentimientos negativos de autoestima mental y física; a menudo se sienten sucios y poco claros debido a la naturaleza de su línea de trabajo.
Al abordar el tema de los trabajadores sexuales masculinos en México, la masculinidad es una parte importante de lo que puede verse afectado negativamente por los estigmas sociales. México como país en general sigue la idea del machismo, lo que significa que muchos de los hombres tienen un sentido de orgullo masculino fuerte y agresivo que se traduce en que se ven a sí mismos por encima de las mujeres en muchos aspectos de la sociedad, por lo que ver a un hombre involucrarse en esta línea de trabajo, especialmente si se trata de trabajo sexual homosexual, puede despojar su sentido de masculinidad y traer más vergüenza para ellos que se extiende a la de ser sólo un trabajador sexual regular.
Sin embargo, las trabajadoras del sexo no están exentas de críticas hacia su feminidad. Debido al fuerte arraigo que la religión tiene en México, la intimidad sexual en su conjunto es objeto de escrutinio celestial, especialmente cuando se refiere a las mujeres. Si la intimidad sexual no se hace de una manera socialmente aceptable, entonces pueden ser mal vistas, siendo llamadas pecaminosas e incorrectas. Cuando esa visión negativa se aplica a la prostitución, se amplifica y se considera malvada, y cualquier mujer que no se atenga a estos estigmas acaba siendo despojada de su condición de mujer.

## Prostitución infantil
La prostitución infantil es un problema en el país, y México sigue siendo un destino para pedófilos que se dedican al turismo sexual infantil. México tiene uno de los niveles más altos de explotación sexual infantil, junto con Tailandia, Camboya, Colombia, India y Brasil.
Un estudio de Unicef México y el Sistema Nacional para el Desarrollo Integral de la Familia (DIF) estimó que más de 16 000 niños y niñas en México estaban involucrados en la prostitución en junio de 2000; un estudio de 2004 de la investigadora Elena Azaola estimó que unos 17 000 niños menores de 18 años son víctimas del comercio sexual en México; el DIF informó que más de 20 000 menores fueron víctimas de la prostitución infantil en México en 2005, un aumento desde el año 2000.
De los 13 000 niños de la calle de Ciudad de México, el 95 % ha tenido al menos un encuentro sexual con un adulto (muchos de ellos a través de la prostitución). En el empobrecido estado sureño de Chiapas, se han vendido niños por entre 100 y 200 dólares, según grupos de derechos humanos. Chiapas está considerado uno de los peores lugares del mundo en cuanto a prostitución infantil. La pobreza obliga a muchos niños de las zonas rurales, con o sin sus familias, a emigrar a las ciudades en busca de empleo; algunos de ellos también emigran al otro lado de la frontera, a Estados Unidos. Los malos tratos físicos y, en algunos casos, los abusos sexuales que sufren en sus hogares pueden hacer que los niños huyan y encuentren consuelo y protección en lugares como burdeles o proxenetas. La combinación general de inexperiencia, miedo y falta de apoyo es lo que llevó a muchas jóvenes a ser aprovechadas y utilizadas para el trabajo sexual.
El turismo sexual infantil persiste en México, especialmente en zonas turísticas como Acapulco, Puerto Vallarta y Cancún, y en ciudades fronterizas del norte como Tijuana y Ciudad Juárez. Algunas ONG denunciaron que algunos funcionarios locales corruptos permitían la explotación sexual comercial de menores. Muchos turistas sexuales con niños proceden de Estados Unidos, Canadá y Europa Occidental, aunque algunos son ciudadanos mexicanos. Se cita al director de Casa Alianza, Manuel Capellín, quien afirma que «más de 16 000 niños son explotados sexualmente a través de redes en las que participan extranjeros y funcionarios militares, policiales, gubernamentales y empresariales».

## Tráfico sexual
México es país de origen, tránsito y destino de mujeres y niños sometidos a trata con fines sexuales. Los grupos considerados más vulnerables a la trata de personas son las mujeres, los niños, los indígenas, las personas con discapacidad mental y física, los migrantes y las personas LGBTI. Las mujeres y los niños mexicanos, y en menor medida los hombres y las personas transgénero, son explotados en el tráfico sexual en México y Estados Unidos. Los mexicanos transexuales dedicados al comercio sexual son vulnerables al tráfico sexual. Los residentes en centros de rehabilitación de adicciones y refugios para mujeres han sido objeto de trata sexual.
Las jóvenes migrantes relataron haber sido robadas, golpeadas y violadas por miembros de bandas delictivas y luego obligadas a trabajar en bares de table dance o como prostitutas bajo la amenaza de sufrir más daños ellas o sus familias. Gran parte de la razón por la que tantas jóvenes menores de 18 años son víctimas de la trata se debe en gran medida a la falta de razones identificables por las que una víctima pueda estar en peligro, ya que se trata de una población oculta. Sin embargo, la falta de alfabetización y de concienciación, crecer en una zona de gran pobreza y viajar o emigrar solo pueden exponer a las personas a un alto riesgo de ser víctimas de la trata.
La mayoría de las víctimas de trata no mexicanas proceden de Centroamérica; en menor número, de Brasil, Cuba, Ecuador, China, Taiwán, Corea del Sur, India, Uruguay y países de Europa del Este. También se trafica con víctimas hacia Estados Unidos.
La Oficina de Vigilancia y Lucha contra la Trata de Personas del Departamento de Estado de los Estados Unidos mantenía clasificado en 2024 a México como país de "nivel 2".